# رستم توتروف
رستم استانیسلاویچ توتروف (به روسی: Рустам Станиславович Тотров) (زاده ۱۵ ژوئن ۱۹۸۴) کشتی‌گیر پیشین اهل روسیه در دستهٔ سنگین‌وزن کشتی فرنگی است. او برندهٔ مدال نقرهٔ المپیک ۲۰۱۲ لندن است که در فینال این مسابقات به قاسم رضایی از ایران باخت و دوم شد. او همچنین دارندهٔ مدال برنز مسابقات قهرمانی کشتی جهان در سال ۲۰۱۱ است.